# حارة الري التقليدي (جعار)
الري التقليدي هي إحدى حارات حي سعيد علي حيدرة بمدينة جعار التابعة لمحافظة أبين، بلغ تعداد سكانها 1214 نسمة حسب تعداد اليمن لعام 2004.